# Teleki Ádám (agrármérnök)
Gróf Teleki Ádám (Kolozsvár, 1900. november 24. – Kolozsvár, 1972. január 8.) erdélyi magyar agrármérnök, mezőgazdasági szakíró, szerkesztő; többszörös politikai elítélt, első alkalommal a Márton Áron-perben (1950) 15 év kényszermunkára ítélték.

## Életútja, munkássága
Középiskolai tanulmányait Kolozsváron, a Református kollégiumban végezte, ugyanott, a Református Theologián szerzett lelkészi képesítést, majd a Mezőgazdasági Akadémián agrármérnöki diplomát. Marosújvári birtokán gazdálkodott. Az OMP jelöltjeként a román parlamentben képviselő volt. Megszervezte az Országos Magyar Ipartestületet, amelynek egy ideig elnöke. Ugyancsak vezető tisztségeket töltött be az Erdélyi református egyházkerületben, az EME és az EMKE keretében, 1938–40 között a Romániai Magyar Népközösségben.
Baráti szálak fűzték a kor számos erdélyi írójához, művészéhez (Kuncz Aladár, Krenner Miklós, Nagy Imre), akiket anyagiakkal is támogatott. A Hitelt létrehozó fiatal erdélyi értelmiségi csoporthoz tartozott, a folyóiratban tanulmánya is jelent meg. Emellett 1936–42 között az Erdélyi Gazda főszerkesztője; itt közölte gazdasági cikkeit, az Ellenzékben pedig néhány vezércikket. Török Bálinttal társszerkesztőként jegyezte 1938–40 között az Erdélyi Gazda Naptárát és 1937-ben a Gazdák zsebnaptárát.
1945 után, mivel birtokait kisajátították, Marosvásárhelyen élt. 1950-ben letartóztatták és a Márton Áron-perben hazaárulás vádjával 15 év kényszermunkára ítélték. Egyéni kegyelemmel 1956-ban szabadult. 1961-ben újra letartóztatták és „irredenta lázítás, valamint tiltott könyvek tartása” vádjával ítélték el. Ekkor az 1964-es kegyelmi törvény alapján szabadult.
Lakatos István kolozsvári szociáldemokrata politikus visszaemlékezése nyomán a Márton Áron-perben a következőket válaszolta Teleki Ádám az ellene felhozott koholt vádakra:
Tisztelt bíróság! Én nem foglalkoztam politikával. Amióta elvették a földemet, mindenemet, a marosvásárhelyi cukorgyárban dolgoztam mint napszámos. Nem írtam alá semmiféle memorandumot, nem vettem részt semmiféle összeesküvésben, nem is hallottam róluk. Meg vagyok győződve arról, hogy csak azért kevertek bele ebbe a kirakatperbe, mert gróf Teleki Ádámnak hívnak és jól hangzik, ha végre egy grófot is elítélnek Romániában. Azzal vádolnak, hogy találkoztam egy amerikai újságíróval. Ez igaz. De ez az újságíró a román kormány vendége volt, beszélt a miniszterelnökkel és több miniszterrel is. Engem csak azért keresett fel, mert azt hitte, hogy tudok valami szenzációs részletet gróf Teleki Pál magyar miniszterelnök öngyilkosságáról. Vele sem tárgyaltam aktuális politikai kérdésekről.